# Bitka pri Barbadosu
Bitka pri Barbadosu je bila bitka, ki se je odvijala marca 1778 med ameriško revolucionarno vojno. Med spremljanjem flote ameriških ladij v Zahodni Indiji je fregato USS Randolph (1776) napadla britanska bojna ladja HMS Yarmouth (1745). Posledično dejanje je povzročilo največji pomorski poraz Amerike, kar zadeva človeška življenja, vse do potopitve USS Arizona (BB-39) leta 1941.

## Ozadje
Kapitan Nicholas Biddle je poveljeval šestintrideset topovski fregati USS Randolph, saj je prejel ukaze od Johna Rutledgea, naj prebije sovražnikovo blokado Charlestona v Južni Karolini, kjer je bilo ujetih veliko trgovskih ladij. Po prebitju blokade naj bi Biddle odplul v Južni Atlantik. V tej misiji so Randolph spremljale še štiri druge oborožene ladje: General Moultrie, Notre Dame, Fair American in Polly. Vendar pa po izplutju, da bi se srečali z Britanci pri Charlestonu 14. februarja, sovražnika ni bilo nikjer na vidiku, zato se je ameriška flota odpravila v Zahodno Indijo, kjer bi Biddle napadal trgovino. 16. februarja je flota zažgala britansko ladjo, katere jambore so gusarji prehodno uničili, 4. marca pa je Polly zajela majhno škuno, ki je bila dodana floti kot oskrbovalna ladja. Tri dni pozneje, okoli 17:30, 7. marca 1778, so Američani pluli ob vzhodni obali Barbadosa, ko so opazovalci opazili veliko ladjo proti vetru. Kapitan Biddle je domneval, da je plovilo vojna ladja, zato je večino svojih ladij usmeril, naj nadaljujejo, medtem ko je sam ostal z Randolphom in osemnajst topovsko ladjo USS General Moultrie, da bi se spopadel z bližajočim se plovilom.

## Bitka
Britanska ladja se je izkazala za štiriinšestdeset topovsko HMS Yarmouth pod poveljstvom kapitana Nicholasa Vincenta. Po nekaj urah manevriranja, okoli 21:00, so Američani dvignili svoje zastave in odprli ogenj na Yarmouth s polnim bočnim strelom. Britanci so se odzvali in odprli ogenj. Ta krvava bitka je divjala dvajset minut. Kapitan Biddle je bil ranjen že na začetku bitke, vendar se je še naprej boril. Domneva se, da so streli, ki so ga ranili, prišli iz USS General Moultrie, ki je po nesreči zadela USS Randolph.
Med bitko je iskra vstopila v skladišče smodnika USS Randolpha, kar je povzročilo veliko eksplozijo, ki je v trenutku popolnoma uničila fregato. USS Randolph je nato potonila z izgubo 311 mož in le štirimi preživelimi. Biddle je potonil z ladjo.
Po besedah kapitana Halla iz Notre Dame sta Biddle in njegovi možje močno poškodovali HMS Yarmouth v prvih dvanajstih do petnajstih minutah, medtem ko so bile ameriške ladje še večinoma nepoškodovane. HMS Yarmouth je izgubila svoj premčni jambor in svoje zgornje jambore, del katerih je padel in poškodoval krmno palubo. Drugi del zgornjih jamborov je padel v zgornja jadra in nato na kapo. Pet britanskih mornarjev je bilo ubitih, dvanajst pa ranjenih.

## Posledice
Po potopitvi USS Randolpha je kapitan Vincent poskušal zasledovati druge ameriške ladje, vendar brez uspeha, saj so se razpršile v različne smeri. Poškodba jadra HMS Yarmoutha je Američanom tudi omogočila, da so se izmuznili. Štirje preživeli Američani niso bili ujeti do pet dni pozneje; HMS Yarmouth jih je našla 12. marca, medtem ko je zasledovala ladjo proti zahodu. Štirje preživeli so bili najdeni, kako so se oklepali razbitin in so preživeli tako, da so sesali deževnico iz odeje. Smrt kapitana Biddlea je veljala za hud udarec za kontinentalno mornarico. Biddle je bil zelo spoštovan in veljal za profesionalnega mornarja in močnega vodjo.